# تكنولوجيا إبداعية
التكنولوجيا الإبداعية هي مجال متعدد التخصصات على نطاق واسع يجمع بين الحوسبة والتصميم والفن والعلوم الإنسانية. يشمل مجال التكنولوجيا الإبداعية الفن وتصميم المنتجات الرقمية والوسائط الرقمية أو الإعلانات والوسائط المصنوعة باستخدام محرك يعتمد على البرمجيات والإلكترونيات أو يعتمد على البيانات.  تشمل أمثلة التكنولوجيا الإبداعية الخبرات متعددة الحواس التي أُجريت باستخدام رسومات الكمبيوتر وإنتاج الفيديو والموسيقى الرقمية والتصوير السينمائي الرقمي والواقع الافتراضي والواقع المعزز وتحرير الفيديو وهندسة البرمجيات والطباعة ثلاثية الأبعاد وإنترنت الأشياء والتصميم والتصنيع بمساعدة الحاسوب «سي إيه دي/ سي إيه إم» والتكنولوجيا القابلة للارتداء.
يُعد فن الوسائط الجديدة وفن الإنترنت في المجال الفني أمثلة على العمل الذي يُنجز باستخدام التكنولوجيا الإبداعية. تؤدي العروض والتركيبات التفاعلية والتجارب الغامرة الأخرى إلى الانتقال بالمتاحف إلى مستوى أعلى وقد تكون بمثابة عمليات بحث للتكامل الفني والعاطفي للبشر مع الآلات. يعتقد البعض أن «الإبداع لديه قدرة على إحداث ثورة مع التكنولوجيا»، أو أنه يرى مجال التكنولوجيا الإبداعية  يساعد على «عرقلة» الطريقة التي يتفاعل بها الناس اليوم مع أجهزة الكمبيوتر، والدخول في تجربة غامرة وأكثر تكاملاً.

## الوصف
عُرّفت التكنولوجيا الإبداعية على أنها «مزج المعرفة عبر تخصصات متعددة لخلق تجارب أو منتجات جديدة» تلبي احتياجات المستخدم النهائي والاحتياجات التنظيمية. يصفه تصور أكثر تحديدًا بأنه مزيج من المعلومات والأنظمة ثلاثية الأبعاد وأجهزة الاستشعار وتقنيات الصوت والصورة وتقنيات الفيديو، من بين أمور أخرى مع الممارسات والأساليب الفنية. تُعرّف السمة المركزية على أنها القدرة على فعل الأشياء بشكل أفضل.
يُنظر أيضًا إلى التكنولوجيا الإبداعية على أنها تقاطع بين التكنولوجيا الجديدة والمبادرات الإبداعية مثل الموضة والفن والإعلان والإعلام والترفيه. كما أنها  طريقة لإجراء اتصالات بين البلدان التي تسعى إلى تحديث ثقافتهم. تتحدث مقالة فوربيس في شتاء 2015 عن 30 شركة من الشركات الناشئة في مجال التكنولوجيا الإبداعية من المملكة المتحدة مما يجعل الجولات في سنغافورة وكوالالمبور ومدينة نيويورك بهدف جمع الأموال وإنشاء الاتصالات.

## تطبيقات
يمكن تنظيم مرافق التكنولوجيا الإبداعية ككيانات للفنون أو البحث أو تطوير الوظائف، مثل مؤسسة المملكة المتحدة للفنون والتكنولوجيا الإبداعية التي قدمت المئات من الوسائط الجديدة والأعمال الفنية الرقمية من جميع أنحاء العالم، أو مشروع أُنشِئ مؤخرًا بقيمة 20.5 مليون دولار في هاواي متخصص في التدريب على الوظائف في صناعة الأفلام وبرامج تطوير القوى العاملة التي تخطط لتقديم الروبوتات، ومختبرات الكمبيوتر واستوديوهات التسجيل وخلجان التحرير، باعتبارها فرصة «لتغيير قواعد اللعبة» لجلب مهارات ووظائف جديدة إلى كاواي. صُمّمت الدرجات العلمية في هذا المجال لتلبية احتياجات التفاعل متعدد التخصصات وهدفت إلى تطوير مهارات التفكير الجانبي عبر مجالات أكاديمية محددة تحديداً أكثر صرامة. اشتكى بعض المعلمين من أن أدوات التكنولوجيا الإبداعية، مع أنها «متوفرة على نطاق واسع»، يصعب استخدامها للشباب.
كانت شركة والت ديزني أول شركة كبرى لديها ضابط شركة يحمل عنوان التكنولوجيا الإبداعية، والذي أعطاها المخيلة الأولى، بران فيرين في عام 1993، وأصبح في النهاية رئيس ديزني للتكنولوجيا الإبداعية في عام 1998. في الوقت نفسه تقريبًا، أُنشئ أول مركز بحث تعليمي في الولايات المتحدة لربط هذه التخصصات عبر الصناعة والأوساط الأكاديمية ومجتمعات الدفاع، والمعروف باسم معهد التقنيات الإبداعية التابع لجامعة جنوب كاليفورنيا. تأسست تكنولوجيا المعلومات والاتصالات بتمويل من الجيش الأمريكي.
يتطلع المسوقون والمعلنون أيضًا إلى قدرة التكنولوجيا الإبداعية لإعادة جذب العملاء. تعمل جمعية وكالات التسويق في المملكة المتحدة على الترويج للتكنولوجيا الإبداعية كطريقة لبناء مشاركة أكثر ارتباطًا وتخصيصاً مع العملاء المحتملين، والتي أطلقت مبادرة التكنولوجيا الإبداعية في أوائل عام 2015. تدعو جمعيات الصناعة والمطورين والمنظمات الفنية والوكالات الإبداعية على حد سواء إلى مزيد من الاستثمار في التكنولوجيا، والتي تخلفت عن التغيير الكبير في الصناعة الذي يقدم المزيد من التكنولوجيا في المجالات الإبداعية مثل غوغل. بدأت العديد من وكالات الإعلان والشركات الأخرى في إنشاء مختبرات داخلية للبحث في التكنولوجيا الإبداعية. على سبيل المثال، أنشأت يونيليفر «شركة بريطانية» مشروع تكوين خاصًا بها كوسيلة «لتبني عقلية الدخول غير القانوني والنشر والتوسيع». يشاركون اكتشافاتهم وينظرون إلى المختبر كطريقة لدمج التكنولوجيا في الشركة، ودفع التجريب والتعامل مع الشركاء الاستراتيجيين. تعاون مختبر أدوبي للتقنيات الإبداعية مع معهد ماسوتشستس، وهو أحد أبرز المساعي في مجال التكنولوجيا الإبداعية، لإعطاء الفنانين القدرة على رسم تصميمات هندسية بالكمبيوتر دون الحاجة إلى إتقان البرمجة النصية أو الرياضيات. 

## الوظائف
يميل المحترفون الذين يعملون في مجال التكنولوجيا الإبداعية إلى امتلاك خلفية كمطورين وقد يعملون في الوسائط الرقمية أو الترفيهية، مع وكالة إعلانات أو في دور تطوير منتج إلكتروني جديد. في إعداد وكالة الإعلان، قد يكون المحترف الذي لديه وصف وظيفي يتضمن تقنية إبداعية «مصممًا» وأصبح مهتمًا بالتكنولوجيا، أو مطور يركز على الصورة الأكبر لتصميم التجربة. يُكلف رؤساء الأقسام في مجال التكنولوجيا الإبداعية بدمج التقنيات الجديدة في أقسام الوكالة، والاستفادة من الشراكات مع أحدث المزودين المنصات. على سبيل المثال، رئيس قسم التكنولوجيا الإبداعية في مجموعة جراي العالمية في نيويورك «أنشأ مختبرًا داخليًا .. يسلط الضوء على التكنولوجيا الجديدة كل شهر بالمعارض والفعاليات وورش العمل». قد يكون لأعضاء الفريق القدرة على كتابة رموز الكمبيوتر وبناء إلكترونيات للنماذج الأولية.
يشير الاسم الوظيفي للإبداع التقني إلى مطور يفهم العملية الإبداعية وعالم الإعلان غالباً. يقوم الشخص في الواقع، ببناء أو برمجة، وربما تطوير مشاريع الويب وتطبيقات الأجهزة المحمولة والتجارب الرقمية الأخرى. يجربون مفاهيم وأفكار جديدة ويعدلونها؛ يُعرف ما سبق على أنه مشابه للعملية الفنية ولكنه ينطبق على وسائل الإعلام والإعلان والصناعات الإبداعية الأخرى. أُشيرَ إلى التقنيين المبدعين على أنهم أفراد يركزون على التكنولوجيا، يجلسون إما داخل الفريق الإبداعي أو يعملون من كثب معهم، مدركين أن أقسام التكنولوجيا والتصميم المنعزلة أدت تاريخيًا إلى عمل وكالة سيئة. تضمنت المسؤوليات الموضحة في إعلان وظيفة «التكنولوجيا الإبداعية» على غوغل لعام 2014 «التعاون في تطوير الأفكار والتجارب الرقمية التي لم تُنجز من قبل بالشراكة مع أفضل العلامات التجارية والوكالات»، «والمساهمة في تطوير النماذج الأولية المتطورة في مجال التكنولوجيا الإبداعية». هناك العديد من الموارد التي تسرد الشركات التي تعمل في مجال التكنولوجيا الإبداعية.

## الدرجات الأكاديمية
درجة الماجستير أو البكالوريوس في التقنيات الإبداعية أو التكنولوجيا الإبداعية هي دورة دراسية متعددة التخصصات على نطاق واسع تجمع بين مجالات تكنولوجيا الكمبيوتر والتصميم والفن والعلوم الإنسانية. أنشئت درجة حديثة تتناول احتياجات التفاعل عبر التخصصات، وأحد أهدافها الأساسية هو تطوير مهارات التفكير الجانبي عبر مجالات أكاديمية محددة تحديداً أكثر صرامة ومُعترف بها كعنصر قيم في توسيع الآفاق التكنولوجية. يقدم مجال التكنولوجيا الإبداعية والتصميم موضوع «التصوير المقطعي المُحَوسَب ولغة البرمجة» «سي تي ودي» في معهد الموضة للتكنولوجيا دورات متخصصة وبرامج ائتمانية وغير ائتمانية. وفقًا لشبكة الويب العالمي «إف آي تي» تتمثل مهمة هذا المجال متعدد التخصصات في رفع مستوى فهم الطلاب لمفاهيم التصميم المتقدمة، إضافةً إلى قدرتهم على استخدام التقنيات المتطورة.